# Tanbō
Il tanbō (短棒) o tambō è un bastone da combattimento che misura in media 60 centimetri, circa un terzo di un bō; generalmente però, un combattente taglia il tambō secondo le misure più appropriate al proprio corpo, ovvero la distanza tra l'anca e la caviglia. Questa distanza assicura che il tambō possa essere maneggiato liberamente senza che colpisca inavvertitamente il terreno.